# Araguaia-Delfin

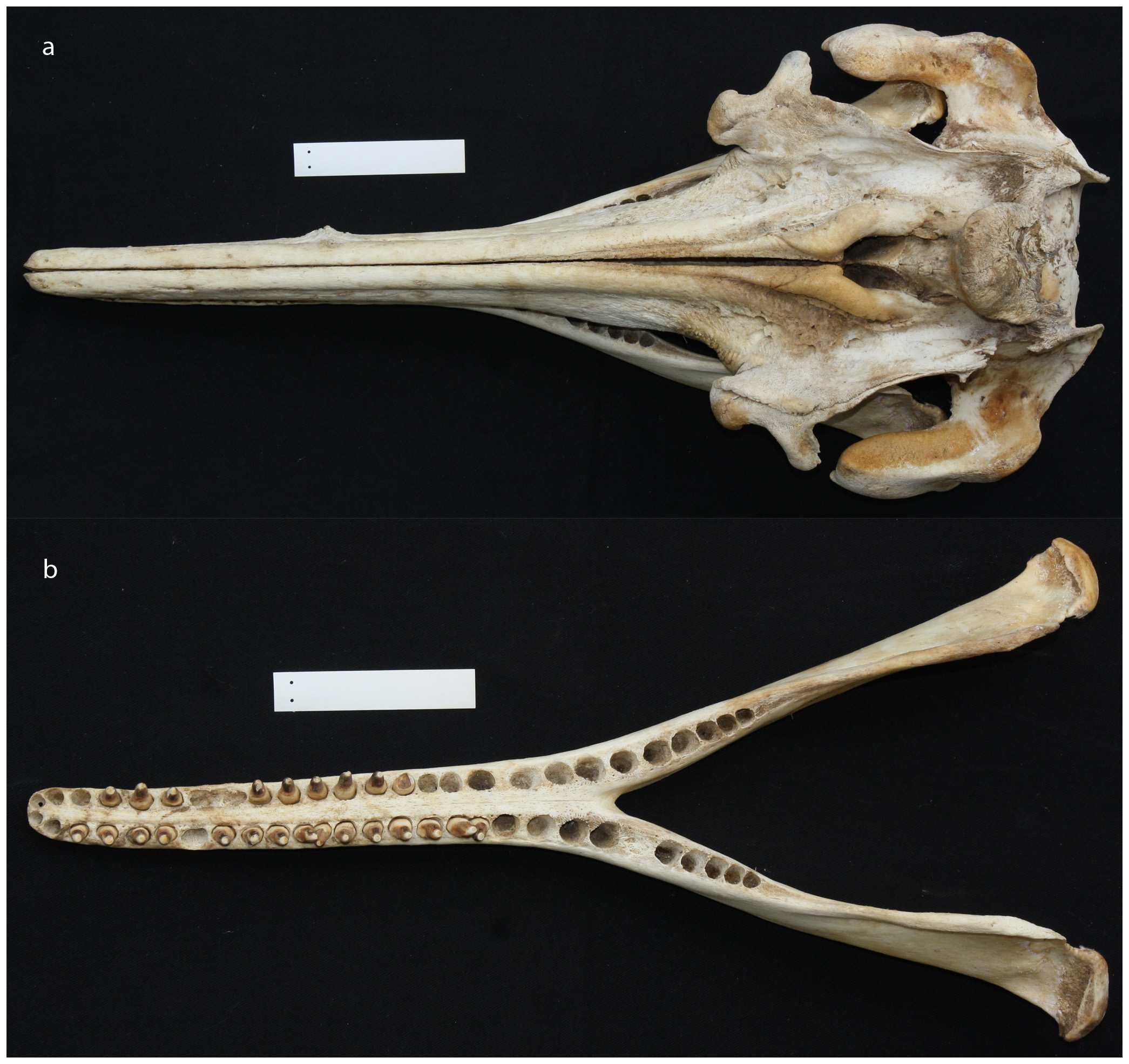
Schädel und Unterkiefer des Holotyps.
Länge des Lineals = 10 cm.

Der Araguaia-Delfin (Inia araguaiaensis) ist eine im nordöstlichen Brasilien vorkommende Flussdelfinart, die erst im Januar 2014 neu beschrieben wurde. Sie ist damit der erste neu beschriebene Flussdelfin seit 1918, dem Jahr der Beschreibung des zwischen 2004 und 2006 wahrscheinlich ausgestorbenen Chinesischen Flussdelfins (Lipotes vexillifer). Das bisher bekannte Verbreitungsgebiet des Araguaia-Delfins umfasst den oberen und mittleren Rio Araguaia und einige aus dem brasilianischen Bundesstaat Goiás kommende Nebenflüsse. Möglicherweise kommt die Art auch im Rio Tocantins vor und eventuell im gesamten Stromgebiet von Rio Araguaia und Rio Tocantins oberhalb des Tucuruí-Stausee.

## Merkmale
Im Vergleich mit seinen nächsten Verwandten, dem Amazonasdelfin (Inia geoffrensis) und dem Bolivien-Delfin (Inia boliviensis), hat der Araguaia-Delfin einen breiteren Schädel (gemessen am Scheitelbein), einen breiteren Oberkiefer und weniger Zähne pro Unterkieferhälfte (24–28; 25–29 bei I. geoffrensis und 31–35 bei I. boliviensis). Die vorderen 19 bis 21 Zahnpaare in beiden Kiefern sind konisch, die hinteren 6 bis 8 (Backenzähne) haben einen spitzen Scheitelpunkt, der sich von der Krone bis zur Lippenseite erstreckt, und eine Vertiefung zungenseitig.

## Systematik
Der Araguaia-Delfin ist die Schwesterart des Amazonasdelfins (Inia geoffrensis) und hat sich von diesem während des Gelasium vor etwa 2 Millionen Jahren getrennt, als das Stromgebiet von Rio Araguaia und Rio Tocantins vom Amazonasbecken abgeschnitten wurde. Die Schwestergruppe der Klade aus Inia araguaiaensis und Inia geoffrensis ist Inia boliviensis. I. boliviensis wurde vor etwa 2,9 Millionen Jahren durch die Teotonio-Stromschnellen im oberen Rio-Madeira-Gebiet isoliert.